# 春風怨
『春風怨』（しゅんぷうえん）は、1924年（大正13年）製作・公開、帝国キネマ演芸小坂撮影所製作、帝国キネマ演芸配給、中川紫郎監督による日本のサイレント映画である。

## スタッフ
- 監督 : 中川紫郎
- 原作 : 桝本清
- 撮影 : 唐沢弘光

## キャスト
- 嵐璃徳 - 安田作兵衛
- 潮みどり - その娘・小笹
- 片岡仁引 - 森蘭丸
- 尾上紋十郎 - 織田信長
- 阪東豊昇 - 明智光秀
- 市川百々之助 - 蘭丸の弟・坊丸
- 衣笠みどり - 阿能局
- 椿恵美子 - 小笹侍女・浜路
- 松枝鶴子 - 小笹侍女